# Mário Jacques
Mário Jacques (Porto, 1939 - Lisboa, 25 de janeiro de 2015) foi um actor português.

## Biografia
Actor desde 1960, estreou-se sob a direcção de António Pedro, no Teatro Experimental do Porto. Com uma bolsa da Fundação Calouste Gulbenkian, frequentou a École Dramatique de Strasbourg, em Estrasburgo, e a Ecole d' Art Dramatique Charles Dullin, em Paris. Estagiou com Roger Planchon, no Thêatre de la Cité de Villeurbanne, e com Georges Wilson, no Thêatre National Populaire. Quando voltou a Portugal, ingressou na Companhia Rey Colaço-Robles Monteiro, sedeada no Teatro Nacional D. Maria II. Em 1970 fundou Os Bonecreiros, grupo de teatro independente, e em 1982 vai para Moscovo, onde estuda no Instituto de Arte Dramática Lunatcharski, e no Teatro Mayakovski. De 1985 a 1993 foi coordenador da Direcção do Sindicato dos Trabalhadores de Espectáculos, a cuja Assembleia-Geral presidiu, de 1993 a 1997. 
Em 1990 obteve o Prémio de Interpretação Masculina Palmira Bastos/António Silva, da Câmara Municipal de Lisboa, pela sua interpretação em Quem Tem Medo de Virgínia Woolf, de Edward Albee. 
Ao longo da sua carreira passou também pelo Teatro Hoje e pelo Teatro da Malaposta, interpretando peças de autores como Arthur Miller, Henrik Ibsen, Eugène Ionesco, August Strindberg, Anton Tchekov, William Shakespeare, Carlo Goldoni, Bernard Shaw ou Harold Pinter. No cinema estreou-se pela mão de António de Macedo, em Sete Balas para Selma, de 1967. 
Posteriormente seria dirigido por António da Cunha Telles, Luís Galvão Teles e Paulo Rocha. Tráfico de João Botelho, de 1998, e O Fim do Mundo de João Mário Grilo, em 1992, são as suas mais participações. 
Participou também em mais de uma dezena de produções televisivas, como Uma Cidade Como a Nossa (1980), A Mala de Cartão (1988), Uma Casa em Fanicos (1998), Querido Professor (2000), Liberdade 21 (2008), Telhados de Vidro (1993), Ajuste de Contas (2000), Lusitana Paixão (2002) e Mar de Paixão (2010). 
Jacques foi co-autor de Os Actores na Toponímia de Lisboa (2001), autor de A Recepção de um Espectáculo Teatral (2005) e traduziu os livros História do Teatro. Da origem aos nossos dias (1972), de Léon Moussinac, e Manual sobre a Montagem Teatral (1979), de Richard Southern.
Faleceu a 25 de Janeiro de 2015, em Lisboa, após uma cirurgia ao coração.

## Filmografia
- A Vida É Bela?! (1982), realizado por Luís Galvão Telles
- O Fim do Mundo (1993), realizado por João Mário Grilo
- Duas Mulheres (2009) de João Mário Grilo